# Big Bear Lake
Big Bear Lake város az USA Kalifornia államában, San Bernardino megyében. Lakosainak száma 5046 fő (2020. április 1.).

## Népesség
A település népességének változása:

| 2010 | 5 019 |
| 2020 | 5 046 |